# Rijksherbarium

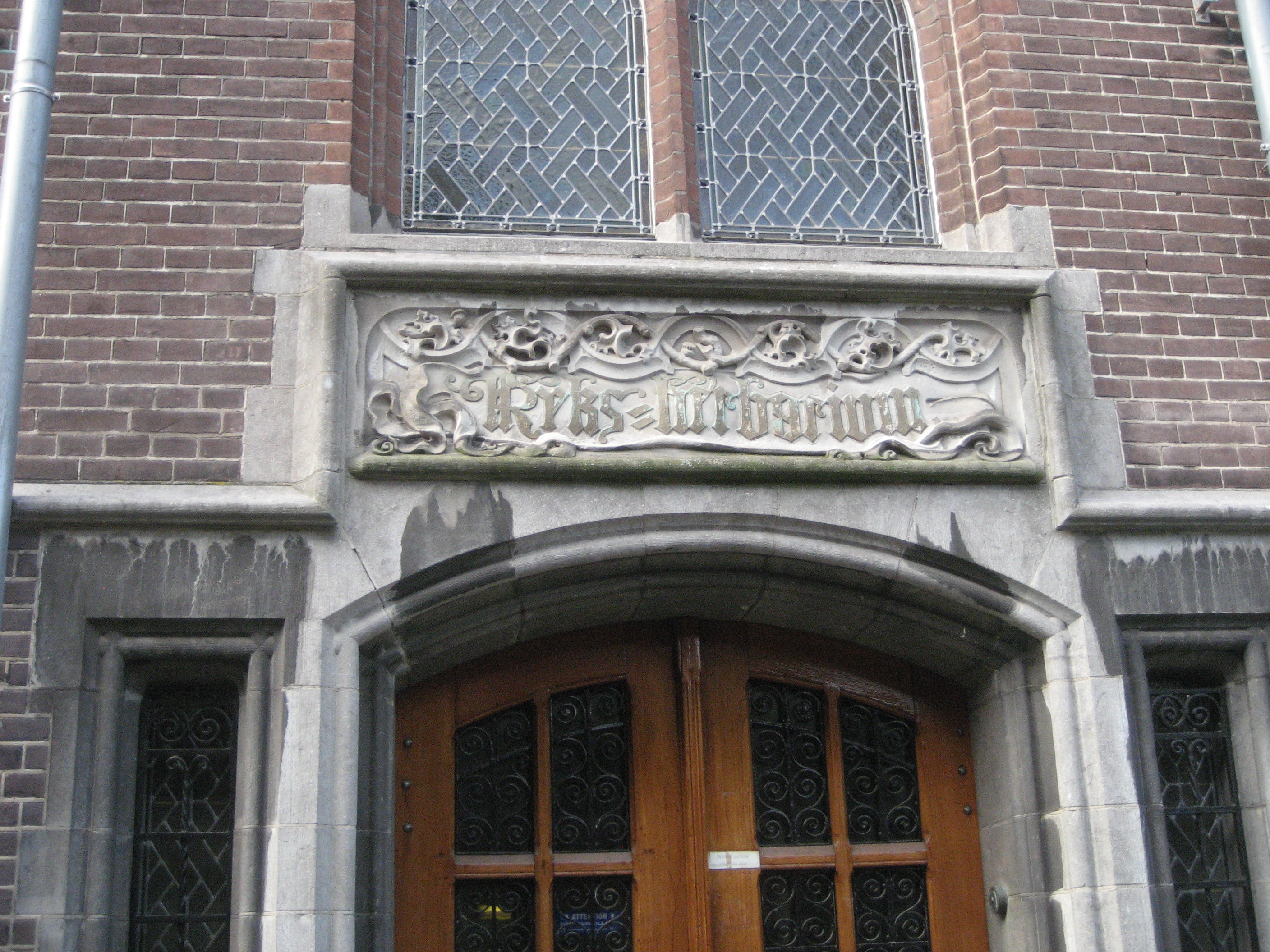
Gevelsteen van het voormalige Rijksherbarium in Leiden

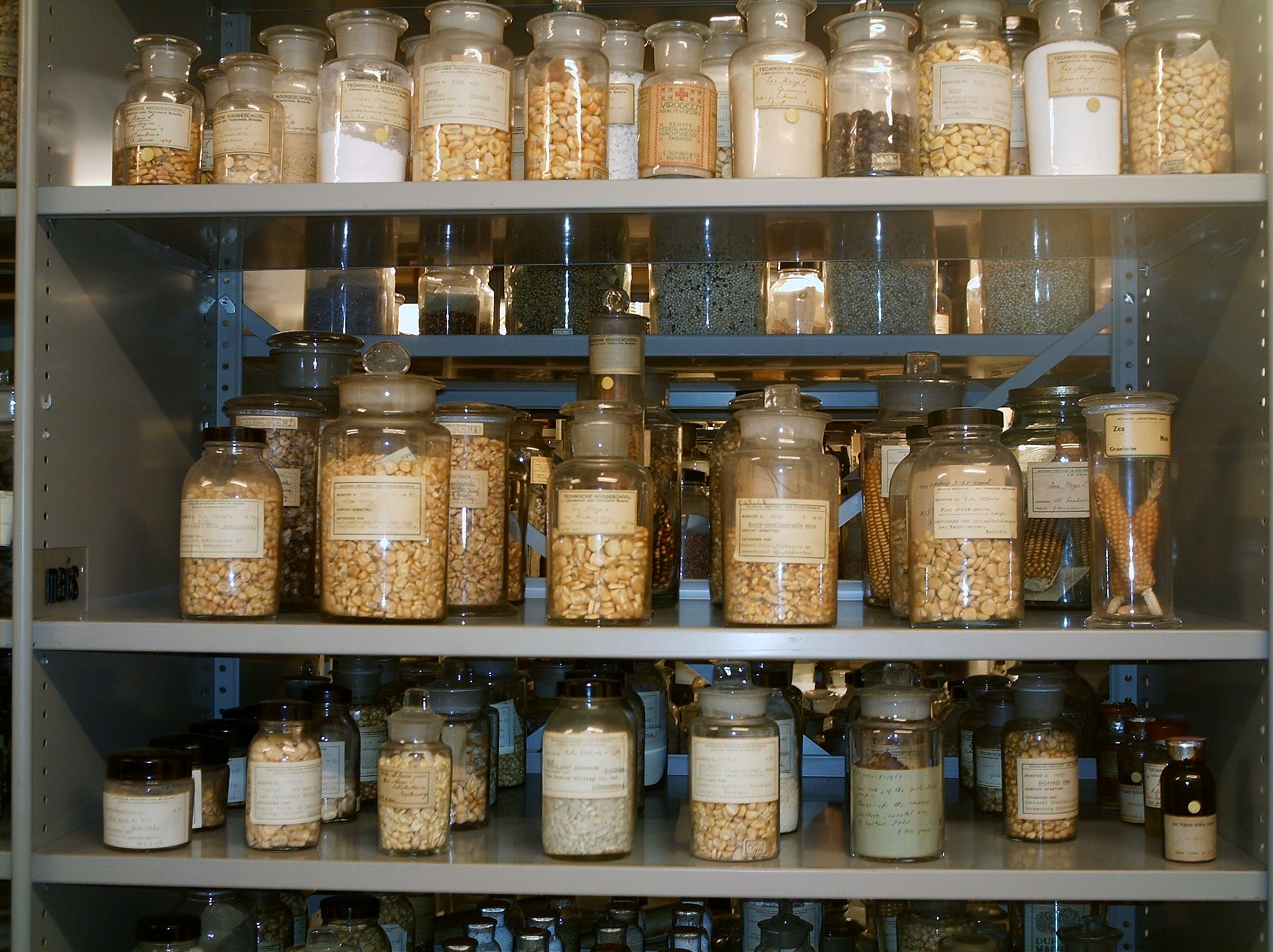
Granen en zaden uit de collectie van het Herbarium

Het Rijksherbarium is in 1829 gesticht in Brussel met Carl Ludwig Blume (1796-1862) als directeur. Het jaar 1829 was vlak vóór het uitbreken van de Belgische Revolutie in 1830 en bij het uitbreken van de oorlog heeft Philipp Franz von Siebold (geholpen door zijn assistent) persoonlijk de herbariumcollecties geëvacueerd.
Als nieuwe vestigingsplaats werd voor Leiden gekozen. Dat een grootheid als Von Siebold, die ook nu nog de bekendste Nederlander in Japan is, bij het Rijksherbarium betrokken was zegt al veel over de statuur van het Rijksherbarium; bovendien bracht deze zijn beroemde herbarium mee. Na een bloeiperiode in de negentiende eeuw verloor het zijn prominente plaats in de Nederlandse wetenschap. Een keerpunt was de benoeming van Herman Johannes Lam in 1933, die het evenals zijn opvolger Cornelis van Steenis terug op de kaart zette, zodat het na de Tweede Wereldoorlog uitgroeide tot het grootste Nederlandse herbarium, met vier miljoen herbariumexemplaren.  
De aandacht van het Rijksherbarium richtte zich op de studie van enerzijds de  flora van Nederland en Europa en anderzijds op de  flora van Zuidoost-Azië. In het eerstgenoemde kader wordt de Heukels' Flora van Nederland uitgegeven, een wetenschappelijk georiënteerde flora voor zowel de geïnteresseerde leek als voor de plantkundige gemeenschap. In het tweede genoemde kader wordt sinds 1950 een serie monografieën uitgegeven in het Flora Malesiana-project. Dit is een van 's werelds weinige transnationale flora-projecten, te vergelijken met de Flora neotropica, en de Flora of tropical Africa, etc.
Uiteindelijk is het Rijksherbarium in 1999 opgegaan in het Nationaal Herbarium Nederland, waarvan het de grootste afdeling ging vormen, onder de naam 'Nationaal Herbarium Nederland - Universiteit Leiden'.  In 2013 is het opgegaan in Naturalis Biodiversity Center. In 2019 is de collectie gehuisvest in de nieuwbouw van Naturalis aan de Darwinweg.

## Publicaties
- Gedenkboek: C. Kalkman & P. Smit (1979) Rijksherbarium 1829-1979
- Honderdvijftig jaar Rijksherbarium. (Red. C. Bas, Ruth van Crevel et al.). Speciaal nummer van TCHAF. Leiden, Rijkskherbarium, 1979. Geen ISBN